# Dimos Dorida
Dimos Dorida (Dorida) är en kommun i Grekland.   Den ligger i prefekturen Fokis och regionen Grekiska fastlandet, i den centrala delen av landet, 150 km väster om huvudstaden Aten. Antalet invånare är 10 874. Dimos Dorida ligger vid sjön Mornos.